# (8082) Haynes
(8082) Haynes est un astéroïde de la ceinture principale.

## Description
(8082) Haynes est un astéroïde de la ceinture principale. Il fut découvert le 12 juillet 1988 à l'observatoire Palomar par Eleanor Francis Helin. Il présente une orbite caractérisée par un demi-grand axe de 2,62 UA, une excentricité de 0,15 et une inclinaison de 13,6° par rapport à l'écliptique.

## Compléments